# درو کاسین
درو کاسین (انگلیسی: Drew Casen؛ زادهٔ ۶ ژوئیهٔ ۱۹۵۰) ارمنی‌تبار اهل ایالات متحده آمریکا است. در رتبه‌بندی جزو ۵۰ بازیکن حرفه‌ای برتر بریج است.

## زندگی ورزشی
کاسین اهل فارست هیل است و در محله لنکس هیلز فارمینگدیل، نیویورک در کنار پارک ایالتی بت پیج گلف بازی می‌کند، و در رقابت‌های ۲۰۰۲–۲۰۰۹ یواس اوپن حضور داشت. کیسن از این مسابقات نهایت استفاده را برد و جزو ستارگان گلف لانگ آیلند در دبیرستان شد تا زمانی که صدمات ورزشی او را از دور رقابتها خارج کرد. آزنیف کاززیان مادر بزرگ کاسین به او در دوران کودکی بازی با ورق را آموخته بود، برای همین تصمیم گرفت مهارت‌های خود را در این زمینه گسترش دهد تا بتواند در این رقابت‌ها موقعیت خود را حفظ کند.